# Raiven
Raiven, właśc. Sara Briški Cirman (ur. 26 kwietnia 1996 w Lublanie) – słoweńska piosenkarka, autorka tekstów, aktorka, harfistka i modelka. Reprezentantka Słowenii w 68. Konkursie Piosenki Eurowizji (2024).

## Kariera
Edukację muzyczną rozpoczęła w wieku pięciu lat, gdy wstąpiła do szkoły muzycznej. Naukę kontynuowała w Konserwatorium Muzycznym i Baletowym w Mariborze, specjalizując się w grze na harfie oraz śpiewie solowym i jazzowym. Wielokrotnie była nagradzana za osiągnięcia w dziedzinie muzyki klasycznej; w 2013 roku zdobyła m.in. pierwsze miejsce na międzynarodowym konkursie harfowym im. Antonio Salieriego oraz „złotą plakietkę” na ogólnokrajowym konkursie śpiewu „Temsig”.
W 2014 zaczęła posługiwać się pseudonimem Raiven, zaczerpniętym z angielskiego słowa raven (tłum. „kruk”). W 2015 ukończyła szkołę średnią i zaczęła uczęszczać na studiować na Akademii Muzycznej w Lublanie na kierunku opery. Edukację zakończyła w 2018 pod mentorstwem prof. Alenki Dernač Bunta. Po raz pierwszy zdobyła szeroką rozpoznawalność w kraju gdy wzięła udział w programie EMA 2016, który służył jako słoweńskie eliminacje do 61. Konkursu Piosenki Eurowizji w Sztokholmie, gdzie z autorskim utworem „Črno bel” zajęła drugie miejsce. Rok później ponownie przystąpiła do programu, tym razem konkurując o udział w 62. konkursie Eurowizji w Kijowie z utworem „Zažarim”, zajmując trzecie miejsce w finale eliminacji. Również w 2017 wydała swój debiutancki album Magenta, za który otrzymała nagrodę Zlata Piščal przyznawaną przez Słoweńskie Stowarzyszenie Kulturalno-Artystyczne.
W 2018 rozpoczęła współpracę z autorami tekstów i producentami w londyńskim Metropolis Studios; efektem tej współpracy była EP-ka REM, która spotkała się z uznaniem krytyków i publiczności. W następnym roku ponownie postanowiła wystąpić w programie EMA 2019, tym razem wyłaniającym reprezentanta kraju na 64. Konkurs Piosenki Eurowizji w Tel Awiwie, gdzie z electropopowym utworem „Kaos” ponownie zajęła drugie miejsce. Również w 2019 wystąpiła na scenie Fusion Stage podczas festiwalu Exit w Nowym Sadzie na terenie Serbii podczas wieczoru, w którym organizatorzy zanotowali największą liczbę gości w historii festiwalu – ponad 56 tysięcy. We wrześniu 2021 wykonała utwór „Vokovi” w Słoweńskim Konkursie Piosenki „Popevka '21” oraz zdobyła nagrodę publiczności, dzięki czemu kompozycję okrzyknięto słoweńską piosenką roku. W 2023 współprowadziła ten konkurs wraz z Heleną Blagne, gdzie zaprezentowała wraz z nią nową piosenkę „Ikona”.
12 grudnia 2023 słoweński nadawca RTV SLO ogłosił, że wybrał Raiven do reprezentowania Słowenii w Konkursie Piosenki Eurowizji 2024 w Malmö. Jej konkursowy utwór „Veronika” miał premierę 20 stycznia. 17 lutego wydała pierwszą część EP-ki pt. Sirene. W ramach promocji przed Eurowizją wystąpiła jako gość podczas półfinału chorwackich eliminacji Dora 2024. Wówczas zaprezentowała premierowy wykon na żywo konkursowej propozycji oraz zaprezentowała nowy singel pt. „Ofelija”. 7 maja wystąpiła w pierwszym półfinale i pomyślnie awansowała do finału. 11 maja wystąpiła jako dwudziesta druga w kolejności startowej i zajęła 23. miejsce, zdobywszy 27 punktów, w tym 15 pkt od jury (22. miejsce) i 12 pkt od widzów (21. miejsce). W 2025 była współprowadzącą programu EMA 2025, wyłaniającego reprezentanta kraju na 69. Konkurs Piosenki Eurowizji w Bazylei.

## Życie prywatne
W 2022 ogłosiła zaręczyny ze swoim partnerem, Rokiem Kastrevecem.

## Dyskografia

### Album
| Rok  | Dane dot. albumu                                                          |
| ---- | ------------------------------------------------------------------------- |
| 2017 | Magenta - Wydany: 19 lipca 2017 - Format: CD, streaming, digital download |

### Minialbumy
| Rok  | Dane dot. albumu                                                             |
| ---- | ---------------------------------------------------------------------------- |
| 2017 | REM - Wydany: 17 lutego 2019 - Format: streaming, digital download           |
| 2020 | Sirene, Pt. 1 - Wydany: 17 lutego 2024 - Format: streaming, digital download |

### Single
| Rok                                                      | Tytuł            | Najwyższe pozycje na listach | Najwyższe pozycje na listach | Album         |
| Rok                                                      | Tytuł            | SLO                          | LTU                          | Album         |
| -------------------------------------------------------- | ---------------- | ---------------------------- | ---------------------------- | ------------- |
| 2014                                                     | „Jadra”          | –                            | –                            | Magenta       |
| 2015                                                     | „Bežim”          | –                            | –                            | Magenta       |
| 2016                                                     | „Črno bel”       | 42                           | –                            | Magenta       |
| 2016                                                     | „Nov planet”     | –                            | –                            | Magenta       |
| 2017                                                     | „Zažarim”        | –                            | –                            | Magenta       |
| 2018                                                     | „Nisem kriva”    | –                            | –                            | –             |
| 2019                                                     | „Kaos”           | –                            | –                            | REM           |
| 2019                                                     | „Širni ocean”    | –                            | –                            | REM           |
| 2019                                                     | „Kralj Babilona” | –                            | –                            | REM           |
| 2019                                                     | „Ti”             | –                            | –                            | –             |
| 2021                                                     | „Volkovi”        | –                            | –                            | –             |
| 2022                                                     | „Habanera”       | –                            | –                            | –             |
| 2023                                                     | „Ikona”          | –                            | –                            | Sirene, Pt. 1 |
| 2024                                                     | „Veronika”       | –                            | 72                           | Sirene, Pt. 1 |
| 2024                                                     | „Ofelija”        | –                            | –                            | Sirene, Pt. 1 |
| 2025                                                     | „Mama”           | –                            | –                            | –             |
| 2025                                                     | „Hedonista”      | –                            | –                            | –             |
| „–” oznacza, że singel nie był notowany na danej liście. |                  |                              |                              |               |

## Nagrody i nominacje
| Rok  | Konkurs/Program         | Kategoria                    | Rezultat  | Źr.    |
| ---- | ----------------------- | ---------------------------- | --------- | ------ |
| 2017 | Zlata piščal            | Piosenka roku („Nov planet”) | Nominacja | [ 34 ] |
| 2018 | Zlata piščal            | Piosenka roku („Povej”)      | Nominacja | [ 35 ] |
| 2018 | Zlata piščal            | Artysta roku                 | Nominacja | [ 35 ] |
| 2018 | Zlata piščal            | Album roku (Magenta)         | Wygrana   | [ 35 ] |
| 2022 | My Global Fashion Award | Lokalna ikona mody           | Wygrana   | [ 36 ] |